# Coregonus lutokka
Coregonus lutokka är en fiskart som beskrevs av Kottelat, Bogutskaya och Jörg Freyhof 2005. Coregonus lutokka ingår i släktet Coregonus och familjen laxfiskar. IUCN kategoriserar arten globalt som livskraftig. Inga underarter finns listade i Catalogue of Life.